# 西班牙国庆日

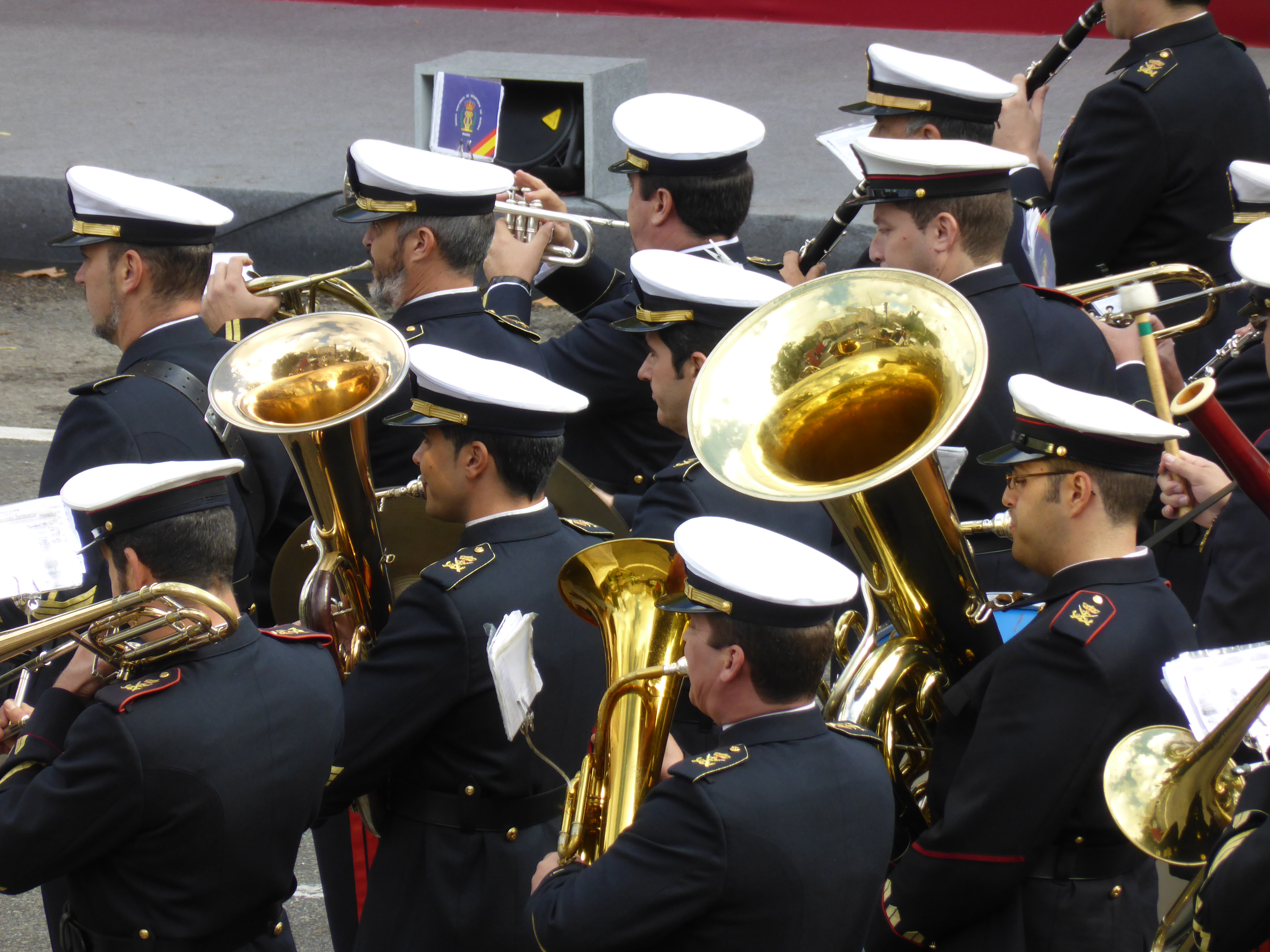
Naval parade in Madrid, 2014

西班牙國慶日（西班牙語：Fiesta Nacional de España），原先的名稱是「西班牙日」，乃為紀念西元1492年10月12日，航海家哥倫布到達美洲大陸這個擴展西班牙國威的偉大航海成就，因此又為「哥倫布日」。

## 历史
自1987年起，哥倫布日被西班牙政府定位為西班牙的國慶日，在每年的慶祝儀式上，多由西班牙國王主持閱兵大典檢閱三軍部隊。